# كلود جونسون
كلود جونسون (بالفرنسية: Claude Johnson)‏ (و. 1938 – 2009 م) هو ممثل، وممثل أفلام، من الولايات المتحدة الأمريكية، ولد في مقاطعة لاسين (كاليفورنيا)، توفي في لوس أنجلوس، عن عمر يناهز 71 عاماً.

## وصلات خارجية
- كلود جونسون على موقع IMDb (الإنجليزية)
- كلود جونسون على موقع أول موفي (الإنجليزية)
- كلود جونسون على موقع قاعدة بيانات الأفلام السويدية (السويدية)
- كلود جونسون على موقع قاعدة بيانات الفيلم (الإنجليزية)
- كلود جونسون على موقع كينوبويسك (الروسية)